# Закон серця
«Закон серця» (ісп. La ley del corazón) — колумбійський теленовела 2016 року, створена Монікою Агудело Теноріо та адаптована для телебачення Феліпе Агудело. Він присвячений пам'яті Агудело після її смерті в 2012 році. У головних ролях Лучано Д'Алессандро, Лаура Лондоньо та Себастьян Мартінес. Він транслювався на каналі Canal RCN з 28 листопада 2016 року по 28 квітня 2019 року.

## Сюжет
Дія серіалу розгортається в успішній юридичній фірмі, що спеціалізується на сімейному праві, присвяченій справам про розлучення та загалом сімейним конфліктам і конфліктам у відносинах. Пабло Домінгес, партнер фірми Cabal-Ortega-Domínguez і його колеги, переживає важку життєву ситуацію, коли розлучається зі своєю дружиною Хіменою. Несподівано адвокат зустрічає свою колегу Хулію Ескальон, яка збирається вийти заміж за Каміло Борреро, але іронія долі змінить її життя і зблизить її з Пабло. Шоу розповідає про любовний трикутник між Джулією, Пабло та Каміло, а також про перипетії любовного життя інших юристів фірми, причому їх особисте життя часто відображається в судових справах, які вони захищають.

## У ролях
- Лучано Д'Алессандро — Пабло Домінгес
- Лаура Лондоньо — Хулія Ескальон
- Себастьян Мартінес — Каміло Борреро
- Лаура де Леон — Лусія Вальєхо
- Іван Лопес — Ніколас Ортега
- Мейбл Морено — Марія дель Пілар Гарсес
- Ліна Техейро — Каталіна Мехія
- Родріго Кандаміл — Альфредо Дуперлі
- Мануель Сарм'єнто — Іван Естефан
- Маріо Руїс — Еліас Родрігес
- Єсенія Валенсія — Роза Ферро
- Карлос Бенжумеа — Ернандо Кабаль
- Джуді Енрікес — Кармен Вальденебро
- Хуан Пабло Барраган — Маркос Тібата
- Хорхе Као — Алонсо Дуарте
- Алехандра Борреро — Адела Самбрано
- Фернандо Аревало — Мурсіаль Махеча
- Маріо Еспітія — Валентин Бечара
- Джованна Андраде — Макарена Солер
- Карлос Конготе — Тоні Рікаурте

## Версії
| Рік       | Країна  | Українська назва     | Оригінальна назва | Кількість | Кількість | В головних ролях                               | Компанія | Канал         |
| Рік       | Країна  | Українська назва     | Оригінальна назва | сезонів   | серій     | В головних ролях                               | Компанія | Канал         |
| --------- | ------- | -------------------- | ----------------- | --------- | --------- | ---------------------------------------------- | -------- | ------------- |
| 2018-2019 | Мексика | Кохання поза законом | Por amar sin ley  | 2         | 182       | Ана Бренда Контрерас, Девід Зепеда, Хуліан Гіл | Televisa | Las Estrellas |